# Lynette Yiadom-Boakye
Lynette Yiadom-Boakye (Londres, 1977) é uma artista e escritora de descendência ganesa e radicada em Londres. Em Londres, seus trabalhos estão na Corvi-Mora Gallery e, em Nova York, na Jack Shainman Gallery.

## Vida e educação
Os pais de Lynette Yiadom-Boakye vieram de Gana. Após chegarem ao Reino Unido, trabalharam como enfermeiros no Serviço Nacional de Saúde britânico. Yiadom-Boakye fez um curso de base na escola de arte Central Saint Martins e, em 2000, graduou-se na Falmouth University. Em 2003, completou um MA (Mestrado em Artes) na Escola da Academia Real Inglesa.